# 怪談都市伝説
怪談都市伝説（かいだんとしでんせつ）では、一般に流布している怪談に関連する都市伝説。

## 概要
幽霊、妖怪などの超常現象や未確認生物は、存在否定することが難しい為、永年にわたり伝承されることが多い。また恐怖心を煽る、よく出来た怪談は長く語り継いでいかれやすい。
また、怪談都市伝説などでなくても、所謂「怖い話」でよくあるオチに使われる「話に登場した幽霊や妖怪が聞いた人間の元に現れ、呪われるもしくは殺される」というパターンも多く見受けられる。(中には、このオチを利用した怪談やその類の都市伝説などがある。)
都市伝説の第一人者である都市伝説ライターの宇佐和通は「確かに都市伝説の中には怪談的要素が強い話もあるが、怪談すべてが都市伝説ではない。怖い話=都市伝説では決してない」と述べている。

## 怪談の都市伝説
たすけて…
夏休みの前に放送室や地下室に閉じ込められて餓死し、新学期に死体やミイラで見つかるという話。扉や壁のいたるところに脱出しようして引掻いた跡が残されていた、と続く場合が多い。体育倉庫のバリエーションもあり、地下室や体育倉庫の場合は、涼しい環境のせいでミイラ化したと続く場合もある。
消えた花嫁
主に欧米で著名な都市伝説。祖母の家で結婚式を開いた新郎新婦と参列者たちが式の余興でかくれんぼをしたところ、花嫁がいつになっても見つからず、異変に気付いた式の参列者たちも家中を必死に探し回ったが、結局花嫁は出てこなかった。失踪から数年後、花嫁の妹が結婚することになり屋根裏部屋にある衣装を借りようと大きなトランクを開けたところ、中にあったのは花嫁衣裳を着た姉の遺体だった。花嫁は結婚式のかくれんぼでトランクに隠れた時、鍵が閉まり出られなくなって中で窒息死していたのだった。実際にこれと該当するような事件の記録はなく、完全な作り話とされている。また、結婚式で消えた花嫁の話にはいくつものバリエーションがある。
赤い部屋
ある大学生が、古ぼけたアパートに引っ越してきた。部屋を見渡すと壁に中指が全部入りきる程度の穴が開いていた。覗いてみると隣の部屋まで繋がっていて、いつ見ても部屋は真っ赤だった。不思議に思って大家に尋ねた。大家によると女が一人住んでいて、病気で目が真っ赤だという。実は女がずっとこちらの部屋を見ていたという話。
マンションの一室の窓から見つめる女
男が帰宅途中に見かける窓には、いつも夜空を見上げる女の姿があった。思いを募らせた男は意を決してその部屋を訪れて扉を開けると、そこには首を吊っている女の姿があった。窓際でぶら下がっている様が夜空を見上げているように見えた、というもの。
笑う自殺者
ある男が旅行先のホテルで夜景を撮影していると、偶然飛び降り自殺の瞬間を撮影してしまう。後日、そのフィルムを現像すると飛び降り自殺をした女が笑みを浮かべ、カメラを睨んでいた、というもの。
様々な派生系が存在し、偶然飛び降り自殺者を撮影してしまうが、いくら待ってもパトカーや救急車がやってこない、不審に思い下を見ると死体はなく、撮影したのは飛び降り自殺を続ける幽霊だった。突然電話が掛かってきて窓の外を見るように言われ、不審に思いつつも窓の外を見ると、飛び降りた女が笑いながら落ちていった。あるいは、ただ単に偶然窓の外を見ていたら、飛び降り自殺者と目があってしまった。というだけのものもある。
赤いクレヨン
中古の一軒家を購入し、改装しようと壁紙を剥がすと釘付けされた扉を見付ける。扉の向こうにあった部屋が隠されていて、壁一面に赤いクレヨンで「おかあさんごめんなさいだして」の文字がびっしりと書きつけられていた。この話は伊集院光の創作であることが本人により語られている。
元の創作された話では「男の子の幽霊を目撃する」「壁の中から音がする」「いくら掃除しても赤いクレヨンが廊下に落ちている」というくだりがあるが、それが省略して語られることが多い。
白いソアラ
格安のトヨタ・ソアラに関する噂。
幽霊バス
冥界行きのバス。
かけてはいけない電話番号
かけると恐ろしいことがおきるとされる電話番号に関する都市伝説。
- 111という電話番号にかけると後述する「メリーさん」につながるというもの。実際は、この番号は携帯電話の着信試験番号でありこの噂はデマである。090-2410-9679という番号にかけてもつながるという話もある[15]。
- 073-499-9999という電話番号にかけると自分のドッペルゲンガーにつながり、自分の声が返ってくるというもの。090-1199-1563や090-2048-1972といった電話番号でも同じことが起きるとされる[15]。
- 0123-456-789という電話番号にかけると福岡県の心霊スポットとして有名な「犬鳴トンネル」にある公衆電話につながり、つながってしまった場合死んでしまうというもの。ただし、この番号は北海道の新千歳空港にある売店の電話番号である。いたずら電話が多すぎたため、現在では電話線が抜かれ、使われていない[15]。
- 000-0000-0000という電話番号は死の番号のため、かけてはいけない、かかってきても出てはいけないといもの[15]。
- 0888-888-888という電話番号は持ち主が次々に死ぬ、呪われた永久欠番の電話番号といわれる[15]。実際、この電話番号を持っていた3人の所有者は非業の死を遂げており、ブルガリアの携帯電話会社Mobitelはこの番号を登録抹消した[16]。
- 444-4444-4444という電話番号は死後の世界のもので、電話をかけると切ってもかけなおしてくるというもの[15]。
- 0896-23-7974という電話番号にかけると怖い話がきけるというもの[15]。
- 090-4444-4444という電話番号は貞子のものでかけると死ぬ、死者に繋がるなどといわれる。現在は使われておらず、元々はauの業務用回線であり、雑音が流れていたとされる[15]。
- 080-5484-7900という電話番号にかけると宇宙人につながるというもの。類似するものに829669で火星人につながるというものもある[15]。
- 564219という番号にかけると死ぬというもの。この番号のごろ合わせが「ころしにいく」となっていることから[15]。
- 0120-444-444という番号や0120-666-666という番号は呪われた電話番号と噂されるが、実際は前者が再春館製薬所、後者が日本直販の電話番号でありこれはデマである[15]。どちらも存在する会社であり、いたずらにかけてはいけない。

### 心霊現象
消えた乗客
女がタクシーに乗り込んだ。彼女は運転手が話しかけてもなぜか一切喋らない。しばらく走った後、運転手がふとバックミラーに目をやると彼女の姿はなく、シートがびしょびしょに濡れていた、というもの。
この話は、かまいたち (お笑いコンビ)がM-1グランプリ2017の1stラウンドで披露した漫才でも用いられている。
アメリカにも以下の著名な類話がある。
消えるヒッチハイカー
ヒッチハイカーを乗車させるが、行き先としていた家に到着した時には消えていた。驚いた運転手が事情を説明すると家人は言った。それは死んだ娘だという。
この話は、行方不明になった花嫁が幽霊になって馬に乗せてもらい家族の下に帰る「インディアンの花嫁」という伝説が元になっているとされる。また、日本でも古来より「馬（駕籠）に乗せた人物が消える」といった伝承が存在している。稲川淳二の『稲川淳二の怖〜いお話 Vol.2「殺意の病棟」』に類話が収録されている。

夢の結末
近所のコンビニで暴漢に襲われる夢を見て、気にしつつもその店に行く。すると、夢の男が実際にいた。怖くなって逃げ出そうとすると、その暴漢から「夢と違うことするんじゃねえよ」と言われた、というもの。
暴漢に追われ、逃げ切る直前に殺されてしまう夢を繰り返し見ていたため、一足早く逃げることで無事自宅に辿り着いた結果、ドア越しに暴漢が悔しげに前述のセリフを言う、母親に車で迎えに来てもらうなどの様々な派生も存在する。
結城モイラの『わたしの心霊体験』（小学館）に読者投稿の類話が掲載され、編者はこの体験を「夢ではなく幽体離脱し、異次元をさまよっていたためで、その男は異次元世界に引きずり込もうとしている悪霊である」といった解説をしている。
スクエア
雪山で遭難した5人の学生たちの話。「山小屋の4人」とも。これは、伊集院光のラジオ番組で投稿された話を紹介したことが広く知られる元となったもので、その時に共演していた稲川淳二が、後にこの時の怪談を元に創作した話がある（『稲川淳二の怖〜いお話 Vol.2「殺意の病棟」』に収録）。
「見えてるくせに」
霊感の強い人物が、横断歩道の向かい側にいた女から尋常ではない気配を感じ取ったが、恐ろしかったので気づかないふりをしていた。信号が青に変わり、すれ違いざまに女は「見えてるくせに」と言った。相手が軍服を着ているパターンもある。
「死ねばよかったのに…」
ドライブ中、トンネルを抜けるといきなり女が飛び出してくる。急ブレーキをかけ慌てて車を降りるが、誰もいなかった。ふと車の先に目をやるとそこは崖で、急ブレーキをかけていなければ崖に落ちて死んでいたであろう。男は女を霊だと確信し、感謝しつつ車をバックさせようとした際、耳元で女は「死ねばよかったのに…」と呟いた。また、紆余曲折あり幽霊との交際に発展する「ツンデ霊」と呼ばれる派生コピペの大元の都市伝説でもある。
「死ねばよかったのに…」2
カーナビが「5km以上道なりです」と言った。日が落ち、山道に入ってもカーナビは「5km以上道なりです」と言った。やがて前が見えないくらいの大雨となるが、それでもカーナビはやはり「5km以上道なりです」。突然の雷鳴に驚き、ブレーキを踏んだ運転手が嫌な気を感じて下車したところ、目前は断崖絶壁であった。カーナビは「死ねばよかったのに…」と言った。
「あと少しだったのに…」というパターンもある。
「死ねばよかったのに…」3
彼女とドライブに出かけたが、日が落ちて道に迷ってしまう。彼女が「そこを右に曲がって」と言うので曲がったところ、目の前は崖。「危ないじゃないか」と言おうと目をやると彼女は寝ている。彼女は男のような低い声で「死ねばよかったのに…」と言った。
中には、カーナビに案内されるままに進んで行くと、崖の手前や大きな事故が起こった場所に行き着き、運転している人物が車に戻ってカーナビを操作しようとした時に、「私はここで事故で死にました」と話し出す派生版もみられる。　
白い手
水難事故で子供を亡くした親が、せめてもの思い出にと、その時の写真を現像に出したところ、死んだ子供に対して海から無数の白い手が伸びていた、という話。恐らくこれは海の幽霊によるものであるともいわれている。親子に変わって、悪友連中に男が海に突き落とされたパターンや、海への投身自殺の着水の瞬間に無数の手が現れたパターンも存在する。稲川淳二の『こわいから聞かないで 』や『新耳袋』にも同様のエピソードが紹介されている。
転生
醜く生まれた子供をフェリーから突き落とした過去を持つ夫婦に、数年後に再び子供が生まれる。その子供はとてもかわいかった。数年後、家族旅行でフェリーに乗った際、子供が「今度は落とさないでね」と言った。
「お前だよ！」
身ごもり出産した女が、生まれたばかりの赤ん坊を駅のコインロッカーに捨てる。数年後、彼女が迷子と思しき子供に「ママはどこなの？」と聞くと、「お前だよ！」と叫んだ。
お父さん、何で？
夫婦喧嘩の挙句、妻を殺害してしまった夫は妻の遺体を庭に埋め、子供には「お母さんはお婆ちゃん家へ出かけてしばらく帰って来ない」と嘘をつき、子供も納得する。しかし、それから1週間、1ヶ月経っても子供は母の不在を怪しまない。不安に思った父が子供に「何かお父さんに聞きたいことはないか？」と尋ねると、子供はこう答えた。「お父さん、何でいつもお母さんをおんぶしてるの？」。
友達だよな？
数人の学生がドライブに出かけた。人気のない山道に差し掛かった頃から、徐々にドライバーが危険な運転を行うようになる。友人たちは口々に抗議するが、なぜかドライバーは真っ青な顔で何も答えない。しばらくすると、ドライバーが震えるような声で「俺たち友達だよな?何があっても見捨てたりしないよな？」と聞いてきた。友人たちが「当たり前だろ、どうかしたのか？」と返答すると、ドライバーは自分の足元を指差す。友人たちが覗き込むと、車の床から突き出した青白い手首がドライバーの両足を握り締めている。驚いた友人たちは悲鳴を上げて車から逃げ出したが、気になって戻ってみると車もドライバーも消えていた。当初は見捨てたことを怒って一人で帰ったと考えていたが、それ以来ドライバーは行方不明になってしまった、というもの。テレビ朝日系『怪談レストラン』でも類似の話がある。

## 地方にまつわる怪談話
杉沢村伝説
1人の男により村民全員が殺害され、廃村になった村があった、というもの。実際に発生した津山三十人殺し他複数の事件が混同されていき、架空の事件が作り上げられたものが噂の元とも言われる。
犬鳴村伝説
旧犬鳴トンネルの近くに「この先 日本国憲法は通じません」という看板があり、その先の集落に立ち入った者は生きて帰れないというもの。犬鳴村伝説を題材にした映画｢犬鳴村 HOWLING VILLAGE｣が2020年に公開された。
尚、同地には江戸時代に福岡藩が明確な意図を持って成立させた集落が実際に存在し、明治期に近隣の村と合併するまで犬鳴谷村という名称だった。しかし、住民は全て藩命によって移住した下級武士の家であり激しい差別とは無縁であったことをはじめ、都市伝説で語られる内容と符合する遺物や文献、逸話は全く存在しない。合併後も字「犬鳴」の集落として存在したが1986年までに住民は退去しており、現在では犬鳴谷村の集落だった場所の殆どは犬鳴ダムのダム湖の底である。
八甲田山の亡霊
八甲田雪中行軍遭難事件により多数の死者が出た八甲田山に、犠牲となった兵士が亡霊となって出る、というもの。
きさらぎ駅
静岡県浜松市の遠州鉄道沿線などであったとされる2ちゃんねる発祥の都市伝説。およびその話に登場する駅名。2004年（平成16年）1月8日23時過ぎに大型電子掲示板「2ちゃんねる」のオカルト超常現象板に投稿された存在しないはずの無人駅に降りた女に起こった怪奇現象が話題となった。

## 心霊・現代の妖怪
赤いマント
小学校の古いトイレで生徒が用を足そうとすると、「赤いマント（ちゃんちゃんこ）を着せましょうか？」と聞いてくる。「はい」と答えると悲惨な結末に（赤いマント=血）。これは、稲川淳二のラジオ番組に寄せられた投稿「赤い半纏」が元になって派生した話である。
異様な猫
車の下にいた猫を抱き上げると、後ろ足が地面に着いており、その間は非常識な長さの胴体で繋がっていた。慌てて手放すと、その猫はあたかも尺取虫のような動きでありながら、猫特有の俊敏な動きで逃げて行った、というもの。『ハローバイバイ・関暁夫の都市伝説 信じるか信じないかはあなた次第』にも掲載されている。猫は体が柔らかく、また普段丸まっていることが多く、猫の上半身を抱くと胴体が意外と長いため驚く人が多い。
ゾンビ看護師
恐ろしい形相をした看護師で、夜の学校（病院）を台車を押しながら徘徊し、生徒を見ると追い掛けてくる。
追い掛けられた生徒がトイレの一番奥の個室に逃げ込み、息を殺しているとゾンビ看護師がトイレに入ってきて、トイレのドアを一つずつ開けながら「ここにもいない…」と呟く。生徒が「次は自分の個室だ」と思っていると、物音がしなくなる。夜が明け、安堵した生徒がトイレの個室から出ようとするが扉が開かない。不審に思った生徒が、ふと上を見るとゾンビ看護師がドアを押さえて上から覗いていた。生徒はゾンビ看護師に一晩中、ドアの上から個室を覗かれていたのだ。それからゾンビ看護師はその生徒を乗せた車椅子を押して現れるようになる、という話もある。なぜ学校に看護師の幽霊がいるのかは説明されない場合と、元々学校のあった場所は病院だったとされる場合がある。
トイレの個室に隠れたつもりだったが、ずっと上から覗かれていたというシチュエーションは、様々な怪談で使われる。
三本足のリカちゃん
トイレにリカちゃん人形が落ちている。不審に思い手にとって見ると、足が3本ある。驚いて地面に落とすと「私リカちゃん。呪われてるの…」と話す。怖くなってその場から逃げだすが、リカちゃんの声が耳から離れない。頭の中をリカちゃんの声がぐるぐる回りだし、耐えられなくなった人は発狂して自殺してしまう、というもの。
「メーカーのミスで生産された三本足のリカちゃん人形が流通している」という噂もある。
週刊少年ジャンプの連載作品『詭弁学派、四ッ谷先輩の怪談。』で「三本脚のミカちゃん人形」と言う類似した怪談を取り上げた回があったが、掲載後に身体障害者に対する配慮が欠けたとしてお詫びが掲載され、単行本では内容の一部が変更された事例がある。
小さいおじさん
小人サイズの小さいおじさんを目撃するというもの。小さいおじさんはサラリーマン姿やジャージ姿をしていると言われる。また、椎名軽穂が『君に届け』の単行本で目撃談を募集していた。
口裂け女
道中マスクをした女に「わたしきれい？」と声をかけられ「きれい」と答えると「これでもか」とマスクを取るというもの。1979年頃、日本各地で社会現象になるほどの話題となった。2004年頃にはインターネットを通じ韓国でも流布された。中華圏でも有名。
カシマさん
「カシマレイコ」や足のない女や軍人など、名前や姿は地方によって諸説ある。話を聞いた人の下に数日以内に現れると言われ、回避するには呪文を唱える必要がある、とされる。
ひきこさん
精神錯乱を起こした女が、自ら傷つけた顔を小学生に見せて襲い掛かる、というもの。被害者を引きずりまわすところから「ひきこ」、とされる。
さとるくん
怪人アンサーと同様に電話で呼び出すことができる都市伝説。
件（くだん）
正確に言うと件（くだん）ではなく、牛人間の都市伝説である。
件は顔が人間、体が牛という怪物。性別は雄。江戸時代から流布しており、都市伝説と言うよりは本来の伝説の範疇である。件はあくまでも牛から生まれる存在で、その図像は縁起物として利用されてきた。内田百閒の同名の短編小説の中で大きな災厄を予言した直後に死ぬ怪物として登場するほか、神戸市には件（くだん）の設定をひっくり返した牛女の都市伝説が広まっており（『新耳袋』など）、こちらは小松左京によって、『くだんのはは』の題で小説化された（小松が百閒の小説を元ネタに書いたという説もある）。
人面犬
頭が人の犬。1989年から1990年にかけて社会現象にもなった噂。
メリーさんの電話
リカちゃん電話に絡めた怪談話の場合もある。
怪人アンサー
携帯電話を用いた儀式で呼び出せる怪人。
この話は、ネットにおける都市伝説の伝播について調べる為に創作したと流布した本人が明かしている。
てけてけ（テケテケ）
冬の北海道の踏み切りで女が列車に刎ねられ、上半身と下半身が切断されるが、あまりの寒さに血管が収縮してしまい、出血が止まり即死できずに数分間もがき苦しんで死んでいった。
テケテケ2
放課後、サッカーの練習をしていた少年がふと校舎に目をやると、女がこちらを見つめている。彼がしばらく見惚れていると、急に彼女は窓から飛び出して来る。彼女には下半身が無く、手を足の代わりにして走り去っていった、というもの。
トイレの花子さん
女子トイレに現れる女の子の幽霊。男子トイレには太郎くんが現れるとされる。3番目のトイレであることが多い。
トンカラトン（ドンドコドン）
全身に包帯が巻かれ、背中に日本刀を背負った姿の妖怪。夕暮れ時に自転車に乗って現れ、遭遇した人は「トンカラトン」と言わされ、従わないと斬り殺され仲間にされる、というもの。また命令されていないのにトンカラトンと口にした場合も同じで、「こうやって仲間を増やしていく」と締めくくられる。フジテレビ系の番組『ポンキッキーズ』で放送されたアニメ『学校のコワイうわさ 花子さんがきた!!』から広まった。
八尺様
身長が8尺(約240cm)あるとされる女性の妖怪。田舎に出没し、白いワンピース姿で、「ぽぽぽ」という声を発する。魅入った子供をどこかに連れ去ってしまう。匿名掲示板「2ちゃんねる」オカルト板のスレッドに投稿された怪談であり、山陰地方に伝わる「大女の妖怪」であるとされることがある。
○○ババアなど
一寸ババア
部屋の僅かな隙間から、凶器を持って侵入し、中にいる人を惨殺する。身長は数十センチほど。
紫ババア
夜中の学校に現れる紫のババア。
足売りばあさん
夕暮れ時に現れるばあさん。
ターボばあちゃん（100キロババア）
高速道路を猛スピードで走る。
ばばされ
この話を知ると、当日の夜に開けた覚えが無い窓が開いていて、外を覗くと家の前の道に老婆が立っている。その際「ばばされ」という呪文を詰まらずに3回言うと消える。
四つ角ばあさん
夕暮れ時に交差点に現れ、通った子供の名前を聞き、名前の分かった子供を異次元へ連れて行く。遭遇した生徒が名前を名乗らないようにするが、名札を四つ角ばあさんに見られて名前が判明してしまう。といった話もある。
ヨジババ
学校の放課後に現れる、老婆の幽霊。

首なしライダー
首の無いバイクライダーを目撃する話で、地域住民が暴走族に対するあてつけで、道路にピアノ線を張った結果、暴走族の少年（あるいは無関係のライダー）がピアノ線のための首が切断されてしまいその少年の亡霊が夜道を彷徨っている、というものもある。
鞠
夕暮れの校庭で少女が一人で鞠をついて遊んでいる。近づいてみると、少女がついていたのは鞠ではなく自分の首だった、というもの。
サッカーボールやバスケットボールの代わりに自分の頭をドリブルする首なし少年の話も存在する。
隙間女
家具と家具の間など家の数ミリの隙間に潜む女。
くねくね
体をくねらせるように動く正体不明の物体と言われる。遠くから眺める程度では問題は無いが詳細が判る程に見つめてそれが何であるかを理解すると精神が崩壊するとされる。
滅三川
幽霊など人間ではない者が人間として名前を名乗る時に使うという実在しない苗字。

## まじない・呪い

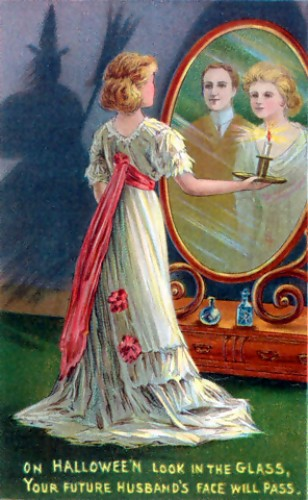
西洋にもハロウィンに鏡を見ると未来の夫の姿が映ると描かれたハロウィン・グリーティングカードも存在する

合わせ鏡
深夜0時丁度に合わせ鏡を作ると、自分の将来の顔や自分の死後の顔などが映る、というもので、自分の死に顔が映るというパターンや、悪魔が出てくるという話もある（星新一のショートショートに『鏡』という同様の話がある）。
紫の鏡
20歳になるまで「ムラサキカガミ」という言葉を覚えていると死んでしまう、または不幸になるというもの。1960年代末頃から確認されており、その後周期的に広がっている。
他にも「赤い沼」」「紫の亀」「黄色いハンカチ」「「紫の水晶」「緑の鏡」などがあり、また「白い水晶」「ホワイトパワー」などの言葉を覚えておけば呪いが消えるとされることも。

結婚相手が見える洗面器
深夜0時丁度にカミソリを口に咥えて水を張った洗面器をのぞくと「将来の結婚相手が見える」というもので、ある女がこれを実行すると、洗面器に男の顔が浮かんだ。思わず女がカミソリを水に落としてしまうと、洗面器の水が血のように真っ赤に染まった。驚きのあまり思わず飛びのく女。だがいつの間にか水の色は元に戻っていた。深夜だったため寝ぼけて見間違えたのだろうと女は自分を納得させ、しばらくするとそのことを忘れた。それから数年後マスクをした男と出会い、「なぜマスクをしているのか?」と尋ねると、マスクを外し醜い傷跡を見せ「お前のせいだよ!」。
運命の赤い糸にも将来の結婚相手を傷つけてしまう伝承がある。

ひとりかくれんぼ
近畿地方で行われる降霊術に関する噂。
牛の首
「『牛の首』という恐ろしい話があるが、恐ろしすぎて誰も語らない」というもの。その内容を知りたいという好奇心から伝播していく。
落語『死人茶屋』
上方落語の演目でかつては『死人茶屋』が演じられた記録があるが、2013年現在では伝承が途絶え題名のみしか残っていない。落語版の「牛の首」。その理由が、「『死人茶屋』をやると怪現象が起こる」「あまりにも怖いので誰もやりたがらず、噺が永久に失われてしまった」と、まことしやかに言われている。『死人茶屋』は実在した噺で、何らかの理由で失われてしまったというのは事実であるが、他にも失われた落語の演目は数多く存在し、『死人茶屋』に特別な事情があったわけではない。
コトリバコ
隠岐騒動で落伍した者から島根県の被差別部落に伝承されたとされる呪いの箱。メスの動物の血と水子の一部を入れた箱を対象に渡すと一族が根絶やしになると言われている。
田中河内介の最期
百物語で田中河内介の最期について話すと、語り手が結末を言い終える前に急死するというもの。徳川夢声と池田弥三郎によって流布された。
尚、田中河内介は実在する尊皇攘夷派の青侍である。祐宮（後の明治天皇）の教育係だったが寺田屋騒動に連座した罪で薩摩藩に捕らえられ、薩摩への移送中の船上で殺害されるという非業の死を遂げている。